# Elección presidencial de Chile de 1999-2000
Las elecciones presidenciales de Chile de 1999-2000 para el periodo 2000-2006 se realizaron en dos vueltas: la primera vuelta tuvo lugar el domingo 12 de diciembre de 1999 con seis candidatos. Destaca que por primera vez una mujer (en este caso, dos) fue candidata al cargo.
El sistema de segunda vuelta debutó en la tercera elección tras el retorno a la democracia. En estas elecciones, Ricardo Lagos y Joaquín Lavín alcanzaron las dos primeras mayorías con una leve ventaja de Lagos, que sería confirmada en la segunda vuelta realizada el domingo 16 de enero de 2000.
Finalmente, el 16 de enero de 2000, Lagos obtuvo el 51,3 % de los votos frente al 48,7 % de Lavín.
Los candidatos fueron, en orden de aparición en el voto:
- Arturo Frei Bolívar, independiente con apoyo de la Alianza Popular (Unión de Centro Centro y movimientos independientes).
- Sara Larraín Ruiz-Tagle, independiente con apoyo de grupos ecologistas.
- Gladys Marín Millie, Partido Comunista.
- Tomás Hirsch Goldschmidt, Partido Humanista (también apoyado por Los Verdes).
- Ricardo Lagos Escobar, Concertación de Partidos por la Democracia (Partido Socialista de Chile, Partido por la Democracia).
- Joaquín Lavín Infante, Alianza por Chile (Unión Demócrata Independiente).

## Definición de candidaturas

### Concertación
La campaña presidencial de 1999 estuvo marcada por la crisis económica que afectaba al país. El gobierno de Eduardo Frei Ruiz-Tagle se encontraba bastante golpeado con índices de desempleo cercanos al 11 % y un crecimiento negativo.

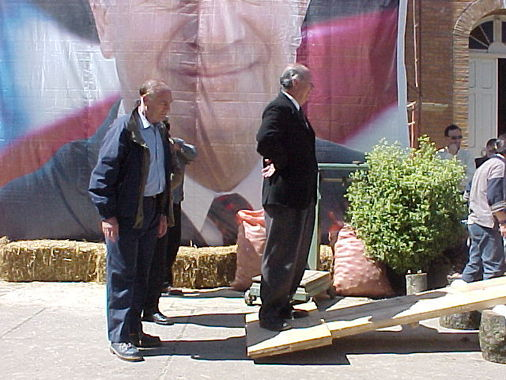
Ricardo Lagos en campaña en la región de Los Lagos.

En este escenario, el principal partido de gobierno la Democracia Cristiana buscaba su tercer mandato consecutivo con nombres de Gabriel Valdés Subercaseaux, Alejandro Foxley, Enrique Krauss y Andrés Zaldívar.
Desde las primarias de 1993, nuevamente Ricardo Lagos Escobar se presentaba como el candidato del ala izquierda de la Concertación. Lagos renunció como Ministro de Obras Públicas el 31 de julio de 1998 para concentrarse en su campaña presidencial. Comenzó a construir su campaña desde el centro de estudios Fundación Chile XXI, donde se congregó gran parte de lo que sería su equipo de trabajo.
Debido a la existencia de diversos precandidatos presidenciales dentro de los diferentes partidos políticos que componen esta coalición, el candidato presidencial único que se presentaría el 12 de diciembre debería haber sido elegido mediante la realización de elecciones primarias
El PDC alzó como precandidato al senador Andrés Zaldívar, la Concertación optó por celebrar elecciones primarias abiertas y vinculantes para seleccionar a su abanderado para las elecciones presidenciales. El domingo 30 de mayo de 1999, se llevaron a cabo las elecciones primarias de la Concertación- con más de un millón doscientos mil electores- donde Ricardo Lagos derrotó a Andrés Zaldívar (con el 71 % de los votos) consagrándose como candidato único de la Concertación.

### Alianza por Chile
En la derecha, Joaquín Lavín emergió como favorito para quedarse con la candidatura presidencial. Después de dos períodos exitosos como alcalde de Las Condes entre los años 1992 y 1999, habiendo obtenido un 78 % de los votos en su campaña por la reelección en 1996, Lavín parecía un candidato capaz de lograr algo muy esquivo para los aspirantes de derecha. Como alcalde, Lavín estrenó un estilo de conducción basado en la solución de problemas concretos de la comunidad a través de plebiscitos municipales, sistemas de seguridad y sobre todo gracias a un sobresaliente manejo comunicacional. En Renovación Nacional apoyaron al empresario Sebastián Piñera que tras cuatro meses de campaña depuso su candidatura en favor de Lavín.

### Otras candidaturas
En junio de 1998, Gladys Marín fue elegida candidata presidencial para los comicios del año siguiente en representación de la denominada Unidad de Izquierda. Era la primera vez que el Partido Comunista postulaba a un militante de sus filas a ese cargo, cuya candidatura buscaba como objetivo principal, instalar la existencia de una alternativa al sistema junto con un movimiento social y político.
Tomás Hirsch: exembajador en Nueva Zelanda hasta que los humanistas decidieron salirse de la Concertación en 1993. En enero de 1999, se organiza la reunión de la Internacional Humanista en Chile y en ese mismo año, es proclamado candidato a la Presidencia.
Además de recibir el apoyo de su partido, también fue respaldado por Los Verdes.
Sara Larraín se presentó como candidata independiente a la presidencia. Apoyada por diferentes grupos ecologistas, consiguió recolectar el 0,5 % de las firmas necesarias para presentar su candidatura.
Arturo Frei Bolívar: exmilitante del PDC que fue proclamado candidato el 9 de agosto, apoyado por sectores como la Unión de Centro Centro e independientes, entre otros, que conformaron la Alianza Popular. Consiguió el nulo apoyo de su primo hermano, Eduardo Frei Ruiz-Tagle.

### Candidaturas fallidas
El pastor evangélico Salvador Pino Bustos presentó su candidatura presidencial independiente, pero fue rechazada por no alcanzar el número mínimo de firmas requerido por la ley y por superar el porcentaje máximo de firmantes afiliados a partidos políticos.

## Primera vuelta

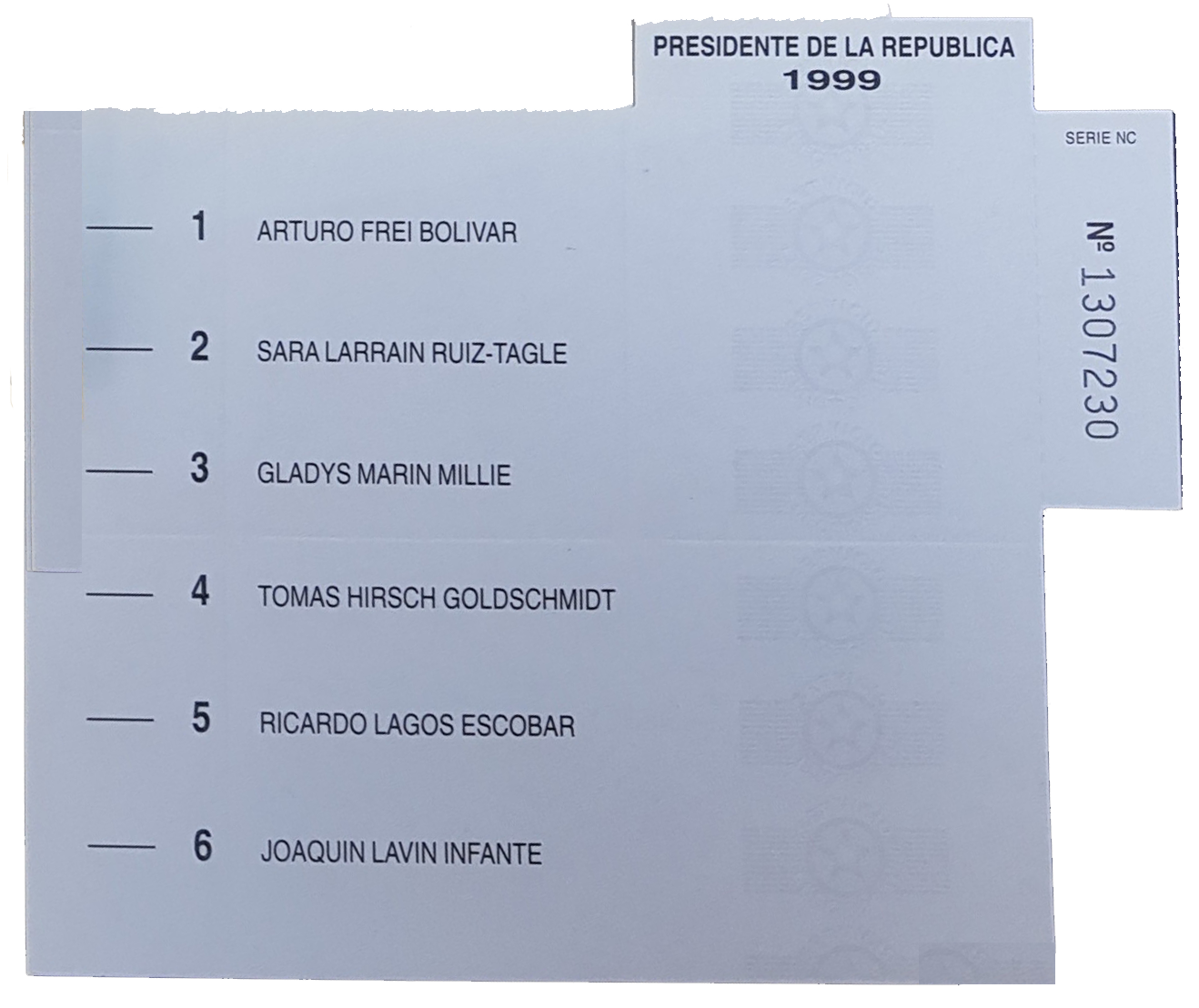
Papeleta de votación utilizada en la primera vuelta.

### Campaña

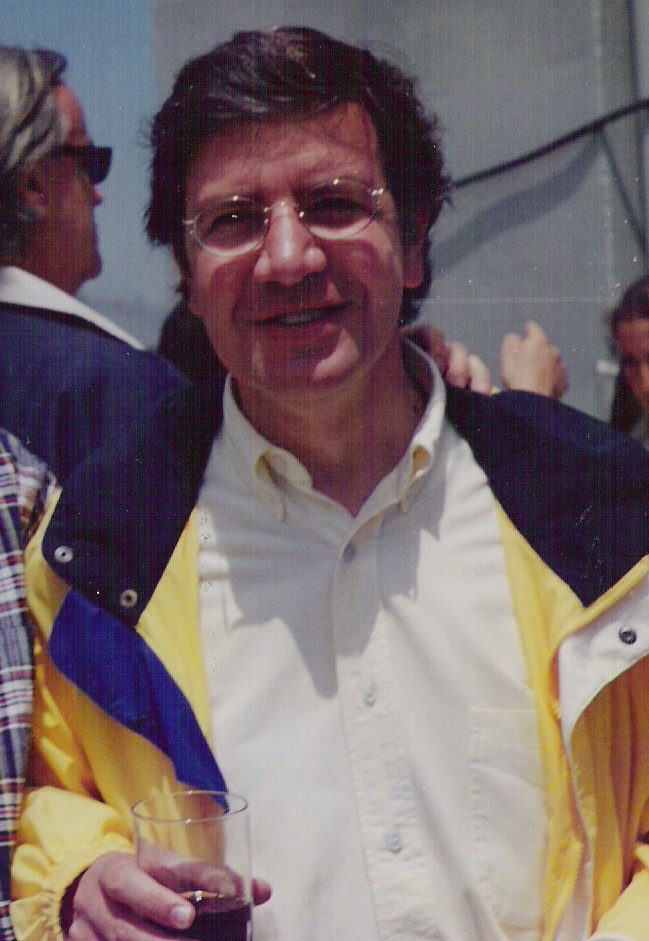
Joaquín Lavín en campaña.

La celebración de primarias abiertas por parte de la Concertación llenó de optimismo al conglomerado. El alto nivel de participación en el limpio, ordenado y voluntario proceso llevó a muchos a creer que la elección de diciembre estaba ganada. La victoria alcanzada por Lagos con más de un 71 % de los votos entre más de 1.4 millones de electores que concurrieron, sumió al candidato ganador y sus principales asesores en una atmósfera triunfalista.
Al darse como ganadores seguros de la contienda de diciembre, Lagos y su equipo de campaña optaron por retrasar el inicio de su campaña presidencial, con el fin de incorporar al comando a una Democracia Cristiana que, producto de la derrota de su candidato, se encontraba sumida en una profunda crisis interna.
La activa campaña que durante ese período condujo Joaquín Lavín, le ayudó a contrarrestar el efecto ganador que había generado en el electorado con el holgado triunfo de Lagos en las primarias, pudiendo recuperar distancia a través de un buen manejo publicitario, logró posicionarse como el candidato del cambio, ante lo cual Lagos se presentaba como el candidato de la continuidad, y por lo tanto, responsable de la crisis económica y del alto desempleo.
El arresto de Pinochet que posibilitó la despinochetización de Lavín y el hecho nada despreciable de que el candidato de oficialista se ubicaba más a la izquierda que sus predecesores, permitieron a su rival de derecha capitalizar el descontento popular causado por la crisis económica y, finalmente, montar una campaña que le permitiera competir de igual a igual con la Concertación por la mayoría de votos del electorado.
El 2 de noviembre, cuarenta días antes de la primera vuelta electoral chilena, los candidatos Ricardo Lagos y Joaquín Lavín comparecieron ante el plató que los canales de televisión de ese país habían levantado en uno de los más exclusivos hoteles de Santiago. El debate, que fue transmitido en el horario de mayor audiencia, tuvo una duración de 90 minutos, fue dividido en cuatro bloques temáticos y contó con la participación de seis panelistas (un periodista por canal de TV), quienes en 30 segundos formulaban sus preguntas a los candidatos con absoluta libertad, pero sin posibilidad de repregunta. La inclusión de comunicadores respondió al interés de seguir el modelo estadounidense, incluso superándolo pues se eligieron cuatro preguntas del público. Este debate alcanzó un índice de audiencia de 75 %, casi tres puntos por debajo de la cifra alcanzada por Patricio Aylwin y Hernán Buchi en 1989. Las encuestas realizadas esa misma noche arrojaron un resultado que favoreció a Lagos como ganador del debate sobre Lavín (45,9 % y 35,7 %). Ambos llegaron al debate, de acuerdo a sondeos previos, con una diferencia mínima (lo que presionaba al favorito Lagos sobre el ascendente Lavín), la que se mantuvo hasta el final de la primera vuelta.

#### Lemas de campaña
- Arturo Frei Bolívar: Uno como usted
- Sara Larraín: Vota libre
- Gladys Marín: Por un Chile de verdad con Gladys
- Tomás Hirsch: Con la fuerza de lo humano
- Ricardo Lagos:
  - Crecer con igualdad (1.ª vuelta)
  - Chile mucho mejor (2.ª vuelta)
- Joaquín Lavín
  - Viva el cambio (1.ª vuelta)
  - Súmate al cambio (2.ª vuelta)

### Encuestas
| Encuesta | Fecha                      | Lagos  | Lavín  | Marín | Hirsch | Larraín | Frei  | Indecisos |
| -------- | -------------------------- | ------ | ------ | ----- | ------ | ------- | ----- | --------- |
| CEP      | Abril/mayo de 1999         | 40 %   | 29 %   | 2 %   | 1 %    | -       | 2 %   | 8 %       |
| CEP      | Septiembre/octubre de 1999 | 46,4 % | 44,4 % | 3,4 % | 0,8 %  | 0,7 %   | 1,3 % | 2,9 %     |

### Resultados

#### Nacional
Resultados oficiales contenidos en el Tribunal Calificador de Elecciones, pronunciada con motivo de la votación desarrollada en el país el día 12 de diciembre de 1999 para elegir Presidente de la República, emitida el 26 de diciembre de 1999.
|  | 47,96 % |

|  | 47,51 % |

|  | 3,19 % |

|  | 0,51 % |

|  | 0,44 % |

|  | 0,38 % |

#### Por región
De acuerdo al orden de aparición en la papeleta de votación:
| Candidato                   | Candidato                   | Tarapacá | Tarapacá | Antofagasta | Antofagasta | Atacama      | Atacama      | Coquimbo  | Coquimbo  | Valparaíso | Valparaíso | Metropolitana | Metropolitana | O'Higgins | O'Higgins |
| --------------------------- | --------------------------- | -------- | -------- | ----------- | ----------- | ------------ | ------------ | --------- | --------- | ---------- | ---------- | ------------- | ------------- | --------- | --------- |
|                             | Arturo Frei Bolívar         | 468      | 0,27 %   | 608         | 0,31 %      | 273          | 0,25 %       | 1026      | 0,39 %    | 2731       | 0,35 %     | 7756          | 0,28 %        | 1483      | 0,38 %    |
|                             | Sara Larraín                | 564      | 0,33 %   | 671         | 0,34 %      | 386          | 0,35 %       | 1297      | 0,49 %    | 3389       | 0,43 %     | 10 805        | 0,39%         | 1875      | 0,48 %    |
|                             | Gladys Marín                | 6893     | 4,02 %   | 8140        | 4,1 %       | 5037         | 4,54 %       | 9230      | 3,52 %    | 28 493     | 3,65 %     | 99 063        | 3,58 %        | 10 584    | 2,7 %     |
|                             | Tomás Hirsch                | 1042     | 0,61 %   | 1093        | 0,55 %      | 492          | 0,44 %       | 1249      | 0,48 %    | 4028       | 0,52 %     | 14 953        | 0,54 %        | 1847      | 0,47 %    |
|                             | Ricardo Lagos               | 78 617   | 45,82 %  | 107 504     | 54,15 %     | 62 244       | 56,07 %      | 148 558   | 56,63 %   | 344 053    | 44,13 %    | 1 323 235     | 47,76 %       | 191 058   | 48,7 %    |
|                             | Joaquín Lavín               | 83 985   | 48,95 %  | 80 527      | 40,56 %     | 42 578       | 38,36 %      | 100 985   | 38,49 %   | 397 017    | 50,92 %    | 1 315 042     | 47,46 %       | 185 452   | 47,27 %   |
| Total de votos válidos      | Total de votos válidos      | 171 569  | 96,38 %  | 198 543     | 96,34 %     | 111 010      | 96,96 %      | 262 345   | 96,56 %   | 779 711    | 96,55 %    | 2 770 854     | 97,23 %       | 392 299   | 97,05 %   |
| Votos nulos                 | Votos nulos                 | 4972     | 2,79 %   | 5835        | 2,83 %      | 2447         | 2,14 %       | 6255      | 2,3 %     | 21 386     | 2,65 %     | 60 139        | 2,11 %        | 8337      | 2,06 %    |
| Votos en blanco             | Votos en blanco             | 1475     | 0,83 %   | 1705        | 0,83 %      | 1032         | 0,9 %        | 3091      | 1,14 %    | 6480       | 0,8 %      | 18 794        | 0,66 %        | 3581      | 0,89 %    |
| Total de sufragios emitidos | Total de sufragios emitidos | 178 016  | 100 %    | 206 083     | 100 %       | 114 489      | 100 %        | 271 691   | 100 %     | 807 577    | 100 %      | 2 849 787     | 100 %         | 404 217   | 100 %     |
| Candidato                   | Candidato                   | Maule    | Maule    | Biobío      | Biobío      | La Araucanía | La Araucanía | Los Lagos | Los Lagos | Aisén      | Aisén      | Magallanes    | Magallanes    |           |           |
|                             | Arturo Frei Bolívar         | 1850     | 0,41 %   | 5583        | 0,61 %      | 2047         | 0,51 %       | 2514      | 0,51 %    | 217        | 0,53 %     | 256           | 0,35 %        |           |           |
|                             | Sara Larraín                | 2434     | 0,54 %   | 4957        | 0,54 %      | 2151         | 0,54 %       | 2344      | 0,48 %    | 198        | 0,48 %     | 248           | 0,33 %        |           |           |
|                             | Gladys Marín                | 9472     | 2,10 %   | 29 932      | 3,28 %      | 6679         | 1,67 %       | 9039      | 1,84 %    | 914        | 2,23 %     | 1748          | 2,36 %        |           |           |
|                             | Tomás Hirsch                | 1981     | 0,44 %   | 4957        | 0,54 %      | 1962         | 0,49 %       | 2076      | 0,42 %    | 191        | 0,47 %     | 364           | 0,49 %        |           |           |
|                             | Ricardo Lagos               | 225 304  | 49,87 %  | 463 597     | 50,87 %     | 161 045      | 40,35 %      | 219 150   | 44,59 %   | 18 805     | 45,94 %    | 40 169        | 54,22 %       |           |           |
|                             | Joaquín Lavín               | 210 768  | 46,65 %  | 402 291     | 44,14 %     | 225 279      | 56,44 %      | 256 369   | 52,16 %   | 20 609     | 50,35 %    | 31 297        | 42,25 %       |           |           |
| Total de votos válidos      | Total de votos válidos      | 451 809  | 97,32 %  | 911 317     | 96,9 %      | 399 163      | 97,11 %      | 491 492   | 97,23 %   | 40 934     | 97,73 %    | 74 082        | 96,71 %       |           |           |
| Votos nulos                 | Votos nulos                 | 8695     | 1,87 %   | 21 305      | 2,27 %      | 8463         | 2,06 %       | 9083      | 1,8 %     | 584        | 1,39 %     | 1964          | 2,56 %        |           |           |
| Votos en blanco             | Votos en blanco             | 3742     | 0,81 %   | 7841        | 0,83 %      | 3403         | 0,83 %       | 4926      | 0,97 %    | 365        | 0,87 %     | 556           | 0,73 %        |           |           |
| Total de sufragios emitidos | Total de sufragios emitidos | 464 246  | 100 %    | 940 463     | 100 %       | 411 029      | 100 %        | 505 501   | 100 %     | 41 883     | 100 %      | 76 602        | 100 %         |           |           |

#### Por mesas de varones y mujeres
| Candidato              | Candidato                | Votos     | Votos   | Votos     | Votos   |
| Candidato              | Candidato                | Varones   | %       | Mujeres   | %       |
| ---------------------- | ------------------------ | --------- | ------- | --------- | ------- |
|                        | Arturo Frei Bolívar      | 13 055    | 0,39 %  | 13 757    | 0,37 %  |
|                        | Sara Larraín Ruiz-Tagle  | 13 896    | 0,42 %  | 17 423    | 0,47 %  |
|                        | Gladys Marín Millie      | 122 861   | 3,69 %  | 102 363   | 2,75 %  |
|                        | Tomás Hirsch Goldschmidt | 18 634    | 0,56 %  | 17 601    | 0,47 %  |
|                        | Ricardo Lagos Escobar    | 1 694 088 | 50,86 % | 1 689 251 | 45,36 % |
|                        | Joaquín Lavín Infante    | 1 468 578 | 44,09 % | 1 883 621 | 50,58 % |
| Total de votos válidos | Total de votos válidos   | 3 331 112 | 47,22 % | 3 724 016 | 52,78 % |

## Segunda vuelta
Después de una estrecha victoria conseguida por Ricardo Lagos sobre Joaquín Lavín 47,96 % y 47,51 %, las elecciones de 1999 se definieron en segunda vuelta, celebrada en enero de 2000. La incapacidad de Lagos para ganar una mayoría absoluta de los votos en primera vuelta tuvo costos en su comando. Asume como directora ejecutiva de la campaña Soledad Alvear, Eugenio Tironi y Carlos Montes. En cambio, la campaña de Lavín se caracterizó por la "cruzada por el cambio" realizada entre el 3 y 13 de enero, en la cual recorrió más de 70 ciudades del país.
Por primera vez hubo una segunda vuelta presidencial establecida por la Constitución de 1980. El Partido Comunista si bien no definió candidato, entrego "la comprensión a los militantes que van a votar por Lagos", tanto Sara Larraín y Tomás Hirsch llamaron a votar nulo, igualmente el porcentaje obtenido por los 3 candidatos, se traspasó a Ricardo Lagos y le permitió vencer por un estrecho margen de 2,6 %. El candidato Arturo Frei Bolívar entregó su apoyo a Joaquín Lavín.

### Resultados

#### Nacional
|  | 51,31 % |

|  | 48,69 % |

#### Por región
| Candidato                   | Candidato                   | Tarapacá | Tarapacá | Antofagasta | Antofagasta | Atacama      | Atacama      | Coquimbo  | Coquimbo  | Valparaíso | Valparaíso | Metropolitana | Metropolitana | O'Higgins | O'Higgins |
| --------------------------- | --------------------------- | -------- | -------- | ----------- | ----------- | ------------ | ------------ | --------- | --------- | ---------- | ---------- | ------------- | ------------- | --------- | --------- |
|                             | Ricardo Lagos               | 85 792   | 49,43 %  | 116 008     | 58,05 %     | 67 745       | 59,82 %      | 161 302   | 60,04 %   | 380 521    | 47,92 %    | 1 435 510     | 51,31 %       | 207 900   | 52,05 %   |
|                             | Joaquín Lavín               | 87 766   | 50,57 %  | 83 831      | 41,95 %     | 45 498       | 40,18 %      | 107 352   | 39,96 %   | 413 553    | 52,08 %    | 1 362 164     | 48,69 %       | 191 507   | 47,95 %   |
| Total de votos válidos      | Total de votos válidos      | 173 558  | 97,37 %  | 199 839     | 97,52 %     | 113 243      | 97,87 %      | 268 654   | 97,8 %    | 794 074    | 97,63 %    | 2 797 674     | 97,94 %       | 399 407   | 98,11 %   |
| Votos nulos                 | Votos nulos                 | 3523     | 1,98 %   | 3805        | 1,86 %      | 1681         | 1,45 %       | 3795      | 1,38 %    | 13 825     | 1,70 %     | 43 098        | 1,51 %        | 5109      | 1,25 %    |
| Votos en blanco             | Votos en blanco             | 1173     | 0,66 %   | 1278        | 0,62 %      | 782          | 0,68 %       | 2238      | 0,81 %    | 5426       | 0,67 %     | 15 803        | 0,55 %        | 2576      | 0,63 %    |
| Total de sufragios emitidos | Total de sufragios emitidos | 178 254  | 100 %    | 204 922     | 100 %       | 115 706      | 100 %        | 274 687   | 100 %     | 813 325    | 100 %      | 2 856 575     | 100 %         | 407 092   | 100 %     |
| Candidato                   | Candidato                   | Maule    | Maule    | Biobío      | Biobío      | La Araucanía | La Araucanía | Los Lagos | Los Lagos | Aisén      | Aisén      | Magallanes    | Magallanes    |           |           |
|                             | Ricardo Lagos               | 240 825  | 52,03 %  | 510 035     | 54,58 %     | 177 766      | 42,97 %      | 238 745   | 47,17 %   | 19 726     | 47,66 %    | 41 273        | 56,04 %       |           |           |
|                             | Joaquín Lavín               | 222 062  | 47,97 %  | 424 453     | 45,42 %     | 235 959      | 57,03 %      | 267 387   | 52,83 %   | 21 659     | 52,34 %    | 32 378        | 43,96 %       |           |           |
| Total de votos válidos      | Total de votos válidos      | 462 887  | 98,35 %  | 934 488     | 98,06 %     | 413 735      | 98,33 %      | 506 132   | 98,36 %   | 41 385     | 98,41 %    | 73 651        | 97,9 %        |           |           |
| Votos nulos                 | Votos nulos                 | 4947     | 1,05 %   | 12 551      | 1,32 %      | 4488         | 1,07 %       | 4907      | 0,95 %    | 425        | 1,01 %     | 1197          | 1,59 %        |           |           |
| Votos en blanco             | Votos en blanco             | 2815     | 0,6 %    | 5916        | 0,62 %      | 2534         | 0,6 %        | 3511      | 0,68 %    | 242        | 0,58 %     | 381           | 0,51 %        |           |           |
| Total de sufragios emitidos | Total de sufragios emitidos | 470 649  | 100 %    | 952 955     | 100 %       | 420 757      | 100 %        | 514 550   | 100 %     | 42 052     | 100 %      | 75 229        | 100 %         |           |           |

#### Por mesas de varones y mujeres
| Candidato              | Candidato              | Votos     | Votos   | Votos     | Votos   |
| Candidato              | Candidato              | Varones   | %       | Mujeres   | %       |
| ---------------------- | ---------------------- | --------- | ------- | --------- | ------- |
|                        | Ricardo Lagos Escobar  | 1 843 833 | 54,26 % | 1 839 325 | 48,65 % |
|                        | Joaquín Lavín Infante  | 1 554 046 | 45,74 % | 1 941 523 | 51,35 % |
| Total de votos válidos | Total de votos válidos | 3 397 879 | 47,33 % | 3 780 848 | 52,67 % |